# Cogoleto (stacja kolejowa)
Cogoleto (wł. Stazione di Cogoleto) – stacja kolejowa w Cogoleto, w prowincji Genua, w regionie Liguria, we Włoszech. Znajduje się na linii Genua – Ventimiglia.
Według klasyfikacji RFI stacja ma kategorię srebrną.

## Linie kolejowe
- Genua – Ventimiglia